# Manouk Pluis
Manouk Pluis (Bunde, 20 augustus 1999) is een Nederlands actrice, presentatrice en danseres.

## Levensloop
Pluis won in 2008 op 8-jarige leeftijd het provinciaal songfestival. In datzelfde jaar kreeg ze haar eerste rol als Cootje in Ciske de Rat. In het theaterseizoen 2009/2010 speelde ze Brigitta in The Sound of Music. In 2011 won ze het Kinger Vastelaovend Leedjesfestival. Vervolgens was ze te zien als elfje Aloé in Droomvlucht in het Efteling Theater. In het seizoen 2012/2013 was ze Nelly in Dik Trom. In 2013 werd ze gevraagd een rol te spelen in de korte film soldaat Wojtek, geregisseerd door Dick van den Heuvel. 
In 2013 keerde ze terug naar het Efteling Theater om daar kikkerprinses Anura te spelen in De sprookjesmusical Klaas Vaak. Zij deelde deze rol met Vajèn van den Bosch en Venna van den Bosch. In seizoen 2014/2015 speelt ze Zoë, een 14-jarige puber, in de Kinderen voor Kinderen-musical Waanzinnig gedroomd. In 2015 deed ze mee aan AVRO Junior Dance en werd ze vierde in de finale. Daarna speelde ze een rol in de sprookjesmusical Pinokkio. In 2016 kreeg ze een hoofdrol in de televisieserie van Disney Jonge Garde, die op Disney Channel werd uitgezonden, Ze speelde de rol van Noa. In 2017 werd ze gevraagd een hoofdrol te spelen in een 48h filmproject "Coquille" waarna ze de 'best actress award' in ontvangst mocht nemen. Vanaf 2018 komt AVROTROS met een nieuwe jeugddramaserie, waarin Pluis de rol van Bloem, een van de vier hoofdrollen, gaat vertolken. In 2021 werd ze samen met Jim Buskens geselecteerd voor Het debuut. In 2022 speelde ze een hoofdrol in Snackbar. Pluis volgde van 2011 t/m 2016 de vooropleiding dans aan de Intensive Dance Academy (IDA) in Maastricht. In 2021 studeerde ze af  aan de acteursopleiding van Toneelacademie Maastricht.

### Filmografie
- 2025: De Vuurwerkramp - als jonge vrouw
- 2024: Mocro Maffia - als Anne Fleur
- 2023-heden: Knokke Off - als Anouk
- 2023: Flikken Rotterdam - als Milana Ferrier
- 2022: Het verhaal van Nederland - als Anne-Marie Huybrechts
- 2021: In Pieces (korte film) - als Eva
- 2018-2019: #Forever - als Bloem
- 2017: Coquille (48h) - als Elvira Deuntjes (Best Actress Award)
- 2017: Such a Perfect Day - als Sophie
- 2017: Opgepast! - als Puck
- 2016: Jonge Garde (Disney-televisieserie) - als Noa
- 2015: Tour de Force (korte film) - als Latoya
- 2013: Soldaat Wojtek (korte educatieve film) - als Mila
- 2009: Juliana Kinderziekenhuis (bedrijfsfilm) - als Eva

### Theater
- 2022: Snackbar, Toneelmakerij, regie Timothy de Gilde[11]
- 2021: SKIN, Het debuut, Via Rudolphi Producties[12]
- 2015-2016: Pinokkio - als Giulia
- 2014-2015: Waanzinnig gedroomd - als Zoë
- 2013-2014: De sprookjesmusical Klaas Vaak - als kikkerprinses Anura
- 2012-2013: Dik Trom - als Nelly
- 2011-2012: Droomvlucht - als Aloé
- 2009-2010: The Sound of Music - als Brigitta von Trapp
- 2008-2009: Ciske de Rat - als Cootje

### Televisieoptredens
- 2018: Kids Top 20 '#Forever'
- 2018: Zapplive '#Forever'
- 2015: Kids Top 20 'Junior Dance'
- 2015: AVRO Junior Dance - finalist dansprogramma
- 2014: Pebbelbox - presentatrice op locatie, kinderprogramma
- 2014: Musical Sing-a-long Uitmarkt Amsterdam - musical Waanzinnig gedroomd
- 2013: Tros TV show ("100x Olympisch goud")
- 2013: Kinjerkraom - presentatrice op locatie, kinderprogramma
- 2012: Musical Sing-a-long Uitmarkt Amsterdam - Dik Trom de musical

### Reclamewerk
- 2015: PLUS-supermarkt
- 2015: Klene-drop
- 2010: Albert Heijn